# Ван дер Вил, Грегори
Гре́гори ван дер Вил (нидерл. Gregory van der Wiel; род. 3 февраля 1988, Амстердам) — нидерландский футболист, игравший на позиции правого защитника.
Ван дер Вил является выпускником академии «Аякса». В составе этой команды он и получил всеобщее признание, став одним из самых перспективных игроков Европы. За пять лет в стане амстердамской команды провёл более 130 матчей, выступая на позиции правого защитника. В 2012 году перешёл в «Пари Сен-Жермен».
В сборной Нидерландов выступал с 2009 года, доходил с ней до финала мирового первенства в ЮАР, а также участвовал в чемпионате Европы 2012 года.

## Ранние годы
Грегори ван дер Вил родился 3 февраля 1988 года в одном из престижных районов Амстердама – Осдорп в семье нидерландки и уроженца Нидерландских Антильских островов Кюрасао. По его словам, он начал играть в футбол в возрасте пяти лет в клубе «Блау-Вит» из района, где проживала его семья. В конце 90-х Грегори был зачислен в футбольный клуб ДКГ, а в июне 1996 года перешёл в детскую академию «Аякса».
В июне 2002 года ван дер Вил перешёл в «Харлем», с которым у «Аякса» было техническое сотрудничество, но в июле 2005 года защитник вернулся обратно в «Аякс». В сезоне 2005/06 юные футболисты «Аякса» под руководством Сонни Силоя и Дика де Грота выиграли чемпионат Нидерландов в своей возрастной категории. 28 апреля Грегори подписал предварительный контракт с «Аяксом» со сроком на два года, который начинал действовать с 1 июля 2006 года.

## Клубная карьера

### «Аякс»
Сезон 2005/06 ван дер Вил практически полностью провёл в резерве «Аякса». В основной команде «Аякса» Грегори дебютировал 11 марта 2007 года в матче чемпионата Нидерландов сезона 2006/07 против «Твенте». В том матче Грегори отыграл весь матч, а его команда добилась гостевой победы со счётом 4:1. Всего в чемпионате сезона 2006/07 Грегори отыграл 4 матча. В сезоне 2007/08 ван дер Вил стал обладателем Суперкубка Нидерландов, а в чемпионате Грегори провёл 6 матчей, в котором его команда заняла второе место, уступив только ПСВ. В сезоне 2008/09 Грегори стал основным игроком клуба. 1 марта 2009 года ван де Вил забил свой первый мяч за «Аякс», это произошло в матче против «Утрехта», Грегори забил на 9-й минуте с передачи Миралема Сулеймани. В итоге «Аякс» одержал победу в гостях со счётом 2:0.

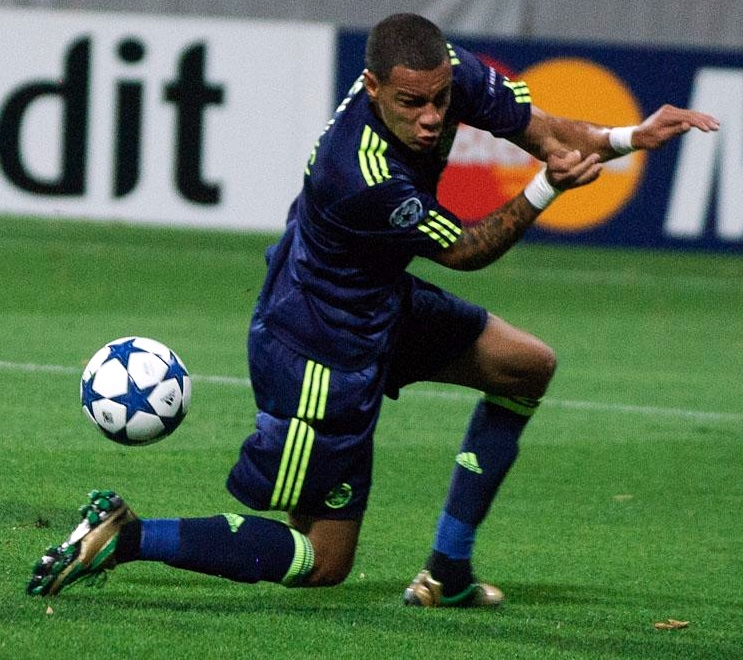
Ван дер Вил в матче Лиги чемпионов против киевского «Динамо», 17 августа 2010 года

Настоящее признание голландец получил в сезоне 2009/10. В первую очередь, он сумел закрепиться на левом фланге защиты, вытеснив отсюда более опытных конкурентов. Также ван дер Вил начал намного чаще забивать, отметившись результативным действием уже во втором матче сезона против «Валвейка» (4:1). Всего же провёл 34 матча Эредивизи и 10 еврокубковых матчей, забив шесть мячей. Несмотря на все старания ван дер Виля «евреи» вновь стали вторыми в Эредивизи, но зато сумели выиграть Кубок Нидерландов. Летом 2010 года футболистом очень настойчиво интересовалась каталонская «Барселона», однако ван дер Вил отказался покидать стан амстердамской команды, заявив, что пока не готов выступать на «Камп Ноу». В сезоне 2010/11 стал чемпионом Голландии в составе амстердамской команды. Он провёл 32 матча в рамках Эредивизи. В Лиге Европы «Аякс» добрался до четвертьфинала Лиги Европы, где уступил московскому «Спартаку» (0:3). Стоимость ван дер Вила после этого сезона достигла 9 млн евро. Летом 2011 года продлил соглашение со своим родным клубом до 2015 года. В новом сезоне сумел помочь «Аяксу» выиграть второй подряд чемпионский титул. Уверенная игра молодого таланта уже никого не удивляла, но вот травмы начали беспокоить его всё чаще. В конце декабря получил тяжёлое повреждение задней поверхности бедра, из-за которого не играл более трёх месяцев. 29 апреля 2012 года забил важный гол в противостоянии с «Твенте» (2:1), который принес «евреям» чемпионский титул. В этом же матче отметился голевой передачей. Сезон 2012/13 начал в составе «Аякса» и даже отметился голом в противостоянии с АЗ (2:2), но затем стало известно, что защитник подпишет соглашение с французским клубом «Пари Сен-Жермен».

### «Пари Сен-Жермен»
31 августа 2012 года стороны объявили о заключении четырёхлетнего соглашения. 22 сентября 2012 года дебютировал в составе «парижан» в поединке Лиги 1 против «Бастии» (0:4). Впоследствии провёл ещё три матча в основе, но затем начал выпадать из основы и к концу сезона практически всегда оставался на скамейке запасных, проигрывая конкуренцию Маркиньосу.

### «Фенербахче»
В июле 2016 года ван дер Вил перешёл в турецкий клуб «Фенербахче», подписав четырёхлетний контракт.

## Карьера в сборной
В юношеских и молодёжных командах сборной Нидерландов играл немного. В национальной сборной Нидерландов Грегори дебютировал 11 февраля 2009 года в товарищеском матче против сборной Туниса. Ван дер Вил вышел на замену на 85-й минуте матча вместо Джона Хейтинги, игра завершилась вничью 1:1.
28 марта 2009 года Грегори официально дебютировал за сборную в матче отборочного турнира к чемпионату мира 2010 против сборной Шотландии, ван дер Вил провёл на поле весь матч, а его сборная победила со счётом 3:0.

## Достижения

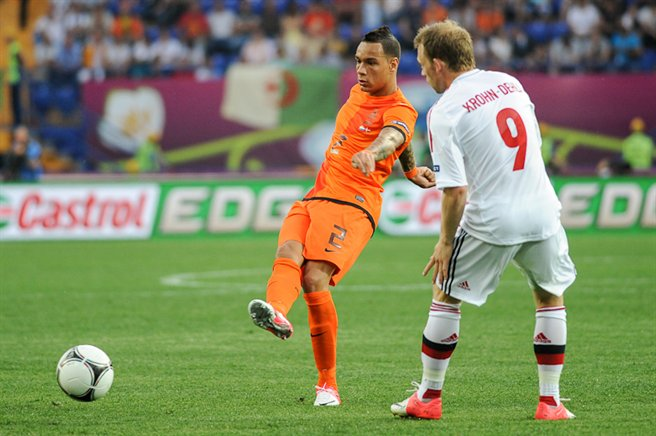
Грегори ван дер Вил на Евро 2012

### Командные достижения
«Аякс»
- Чемпион Нидерландов (3): 2010/11, 2011/12, 2012/13
- Обладатель Кубка Нидерландов (2):  2006/07,  2009/10
- Обладатель Суперкубка Нидерландов: 2007

Итого: 6 трофеев
ПСЖ
- Чемпион Франции (4): 2012/13, 2013/14, 2014/15, 2015/16
- Обладатель Кубка французской лиги (3): 2013/14, 2014/15, 2015/16
- Обладатель Суперкубка Франции (2): 2013, 2014
- Обладатель Кубка Франции (2): 2014/15, 2015/16

Итого: 11 трофеев
Сборная Нидерландов
- Серебряный призёр чемпионата мира: 2010

### Личные достижения
- Талант года («Аякс»): 2008/09
- Лучший молодой футболист в Нидерландах: 2009/10

## Статистика выступлений
| Клуб             | Сезон            | Чемпионат | Чемпионат | Кубок страны | Кубок страны | Кубок лиги | Кубок лиги | Суперкубок | Суперкубок | Международные кубки | Международные кубки | Итого | Итого |
| Клуб             | Сезон            | Игры      | Голы      | Игры         | Голы         | Игры       | Голы       | Игры       | Голы       | Игры                | Голы                | Игры  | Голы  |
| ---------------- | ---------------- | --------- | --------- | ------------ | ------------ | ---------- | ---------- | ---------- | ---------- | ------------------- | ------------------- | ----- | ----- |
| Аякс             | 2006/07          | 4+1       | 0         | 0            | 0            |            |            | 0          | 0          | 0                   | 0                   | 5     | 0     |
| Аякс             | 2007/08          | 6         | 0         | 2            | 0            |            |            | 1          | 0          | 2                   | 0                   | 11    | 0     |
| Аякс             | 2008/09          | 32        | 2         | 2            | 0            |            |            |            |            | 9                   | 0                   | 43    | 2     |
| Аякс             | 2009/10          | 34        | 6         | 6            | 0            |            |            |            |            | 10                  | 0                   | 50    | 6     |
| Аякс             | 2010/11          | 32        | 1         | 5            | 0            |            |            | 1          | 0          | 14                  | 0                   | 52    | 1     |
| Аякс             | 2011/12          | 19        | 2         | 1            | 0            |            |            | 1          | 0          | 6                   | 1                   | 27    | 3     |
| Аякс             | 2012/13          | 3         | 1         | 0            | 0            |            |            | 0          | 0          | 0                   | 0                   | 3     | 1     |
| Аякс             | Итого            | 130+1     | 12        | 16           | 0            |            |            | 3          | 0          | 41                  | 1                   | 191   | 13    |
| Пари Сен-Жермен  | 2012/13          | 22        | 1         | 2            | 0            | 0          | 0          |            |            | 5                   | 0                   | 29    | 1     |
| Пари Сен-Жермен  | 2013/14          | 25        | 0         | 2            | 0            | 2          | 0          | 0          | 0          | 6                   | 0                   | 35    | 0     |
| Пари Сен-Жермен  | 2014/15          | 25        | 1         | 5            | 0            | 0          | 0          | 1          | 0          | 10                  | 1                   | 41    | 2     |
| Пари Сен-Жермен  | 2015/16          | 17        | 2         | 2            | 0            | 2          | 0          | 0          | 0          | 6                   | 0                   | 27    | 2     |
| Пари Сен-Жермен  | Итого            | 89        | 4         | 11           | 0            | 4          | 0          | 1          | 0          | 27                  | 1                   | 132   | 5     |
| Фенербахче       | 2016/17          | 11        | 0         | 1            | 0            |            |            |            |            | 5                   | 0                   | 17    | 0     |
| Фенербахче       | Итого            | 11        | 0         | 1            | 0            |            |            |            |            | 5                   | 0                   | 17    | 0     |
| Кальяри          | 2017/18          | 5         | 0         | 1            | 0            |            |            |            |            |                     |                     | 6     | 0     |
| Кальяри          | Итого            | 5         | 0         | 1            | 0            |            |            |            |            |                     |                     | 6     | 0     |
| Торонто          | 2018             | 27        | 0         | 0            | 0            |            |            | 1          | 0          | 6                   | 0                   | 34    | 0     |
| Торонто          | Итого            | 27        | 0         | 0            | 0            |            |            | 1          | 0          | 6                   | 0                   | 34    | 0     |
| Всего за карьеру | Всего за карьеру | 262+1     | 16        | 29           | 0            | 4          | 0          | 5          | 0          | 79                  | 2                   | 380   | 18    |

### Матчи ван дер Вила за сборную Нидерландов
| Матчи ван дер Вила за сборную Нидерландов | Матчи ван дер Вила за сборную Нидерландов | Матчи ван дер Вила за сборную Нидерландов | Матчи ван дер Вила за сборную Нидерландов | Матчи ван дер Вила за сборную Нидерландов | Матчи ван дер Вила за сборную Нидерландов |
| ----------------------------------------- | ----------------------------------------- | ----------------------------------------- | ----------------------------------------- | ----------------------------------------- | ----------------------------------------- |
| №                                         | Дата                                      | Соперник                                  | Счёт                                      | Голы ван дер Вила                         | Соревнование                              |
| 1                                         | 11 февраля 2009                           | Тунис                                     | 1:1                                       | —                                         | Товарищеский матч                         |
| 2                                         | 28 марта 2009                             | Шотландия                                 | 3:0                                       | —                                         | Чемпионат мира 2010 (отбор)               |
| 3                                         | 1 апреля 2009                             | Македония                                 | 4:0                                       | —                                         | Чемпионат мира 2010 (отбор)               |
| 4                                         | 5 сентября 2009                           | Япония                                    | 3:0                                       | —                                         | Товарищеский матч                         |
| 5                                         | 9 сентября 2009                           | Шотландия                                 | 1:0                                       | —                                         | Чемпионат мира 2010 (отбор)               |
| 6                                         | 14 ноября 2009                            | Италия                                    | 0:0                                       | —                                         | Товарищеский матч                         |
| 7                                         | 18 ноября 2009                            | Парагвай                                  | 0:0                                       | —                                         | Товарищеский матч                         |
| 8                                         | 3 марта 2010                              | США                                       | 2:1                                       | —                                         | Товарищеский матч                         |
| 9                                         | 1 июня 2010                               | Гана                                      | 4:1                                       | —                                         | Товарищеский матч                         |
| 10                                        | 5 июня 2010                               | Венгрия                                   | 6:1                                       | —                                         | Товарищеский матч                         |
| 11                                        | 14 июня 2010                              | Дания                                     | 2:0                                       | —                                         | Чемпионат мира 2010                       |
| 12                                        | 19 июня 2010                              | Япония                                    | 1:0                                       | —                                         | Чемпионат мира 2010                       |
| 13                                        | 28 июня 2010                              | Словакия                                  | 2:1                                       | —                                         | Чемпионат мира 2010                       |
| 14                                        | 2 июля 2010                               | Бразилия                                  | 2:1                                       | —                                         | Чемпионат мира 2010                       |
| 15                                        | 11 июля 2010                              | Испания                                   | 0:1                                       | —                                         | Чемпионат мира 2010                       |
| 16                                        | 3 сентября 2010                           | Сан-Марино                                | 5:0                                       | —                                         | Чемпионат Европы 2012 (отбор)             |
| 17                                        | 7 сентября 2010                           | Финляндия                                 | 2:1                                       | —                                         | Чемпионат Европы 2012 (отбор)             |
| 18                                        | 8 октября 2010                            | Молдова                                   | 1:0                                       | —                                         | Чемпионат Европы 2012 (отбор)             |
| 19                                        | 12 октября 2010                           | Швеция                                    | 4:1                                       | —                                         | Чемпионат Европы 2012 (отбор)             |
| 20                                        | 17 ноября 2010                            | Турция                                    | 1:0                                       | —                                         | Товарищеский матч                         |
| 21                                        | 9 февраля 2011                            | Австрия                                   | 3:1                                       | —                                         | Товарищеский матч                         |
| 22                                        | 25 марта 2011                             | Венгрия                                   | 4:0                                       | —                                         | Чемпионат Европы 2012 (отбор)             |
| 23                                        | 29 марта 2011                             | Венгрия                                   | 5:3                                       | —                                         | Чемпионат Европы 2012 (отбор)             |
| 24                                        | 4 июня 2011                               | Бразилия                                  | 0:0                                       | —                                         | Товарищеский матч                         |
| 25                                        | 2 сентября 2011                           | Сан-Марино                                | 11:0                                      | —                                         | Чемпионат Европы 2012 (отбор)             |
| 26                                        | 6 сентября 2011                           | Финляндия                                 | 2:0                                       | —                                         | Чемпионат Европы 2012 (отбор)             |
| 27                                        | 7 октября 2011                            | Молдова                                   | 1:0                                       | —                                         | Чемпионат Европы 2012 (отбор)             |
| 28                                        | 11 октября 2011                           | Швеция                                    | 2:3                                       | —                                         | Чемпионат Европы 2012 (отбор)             |
| 29                                        | 15 ноября 2011                            | Германия                                  | 0:3                                       | —                                         | Товарищеский матч                         |
| 30                                        | 26 мая 2012                               | Болгария                                  | 1:2                                       | —                                         | Товарищеский матч                         |
| 31                                        | 30 мая 2012                               | Словакия                                  | 2:0                                       | —                                         | Товарищеский матч                         |
| 32                                        | 2 июня 2012                               | Северная Ирландия                         | 6:0                                       | —                                         | Товарищеский матч                         |
| 33                                        | 9 июня 2012                               | Дания                                     | 0:1                                       | —                                         | Чемпионат Европы 2012                     |
| 34                                        | 13 июня 2012                              | Германия                                  | 1:2                                       | —                                         | Чемпионат Европы 2012                     |
| 35                                        | 17 июня 2012                              | Португалия                                | 1:2                                       | —                                         | Чемпионат Европы 2012                     |
| 36                                        | 19 ноября 2013                            | Колумбия                                  | 0:0                                       | —                                         | Товарищеский матч                         |
| 37                                        | 5 марта 2014                              | Франция                                   | 0:2                                       | —                                         | Товарищеский матч                         |
| 38                                        | 4 сентября 2014                           | Италия                                    | 0:2                                       | —                                         | Товарищеский матч                         |
| 39                                        | 10 октября 2014                           | Казахстан                                 | 3:1                                       | —                                         | Чемпионат Европы 2016 (отбор)             |
| 40                                        | 13 октября 2014                           | Исландия                                  | 0:2                                       | —                                         | Чемпионат Европы 2016 (отбор)             |
| 41                                        | 16 ноября 2014                            | Латвия                                    | 6:0                                       | —                                         | Чемпионат Европы 2016 (отбор)             |
| 42                                        | 28 марта 2015                             | Турция                                    | 1:1                                       | —                                         | Чемпионат Европы 2016 (отбор)             |
| 43                                        | 5 июня 2015                               | США                                       | 3:4                                       | —                                         | Товарищеский матч                         |
| 44                                        | 12 июня 2015                              | Латвия                                    | 2:0                                       | —                                         | Чемпионат Европы 2016 (отбор)             |
| 45                                        | 3 сентября 2015                           | Исландия                                  | 0:1                                       | —                                         | Чемпионат Европы 2016 (отбор)             |
| 46                                        | 6 сентября 2015                           | Турция                                    | 0:3                                       | —                                         | Чемпионат Европы 2016 (отбор)             |

Итого: 46 матчей / 0 голов; 27 побед, 6 ничьих, 13 поражений.